# Tétouan

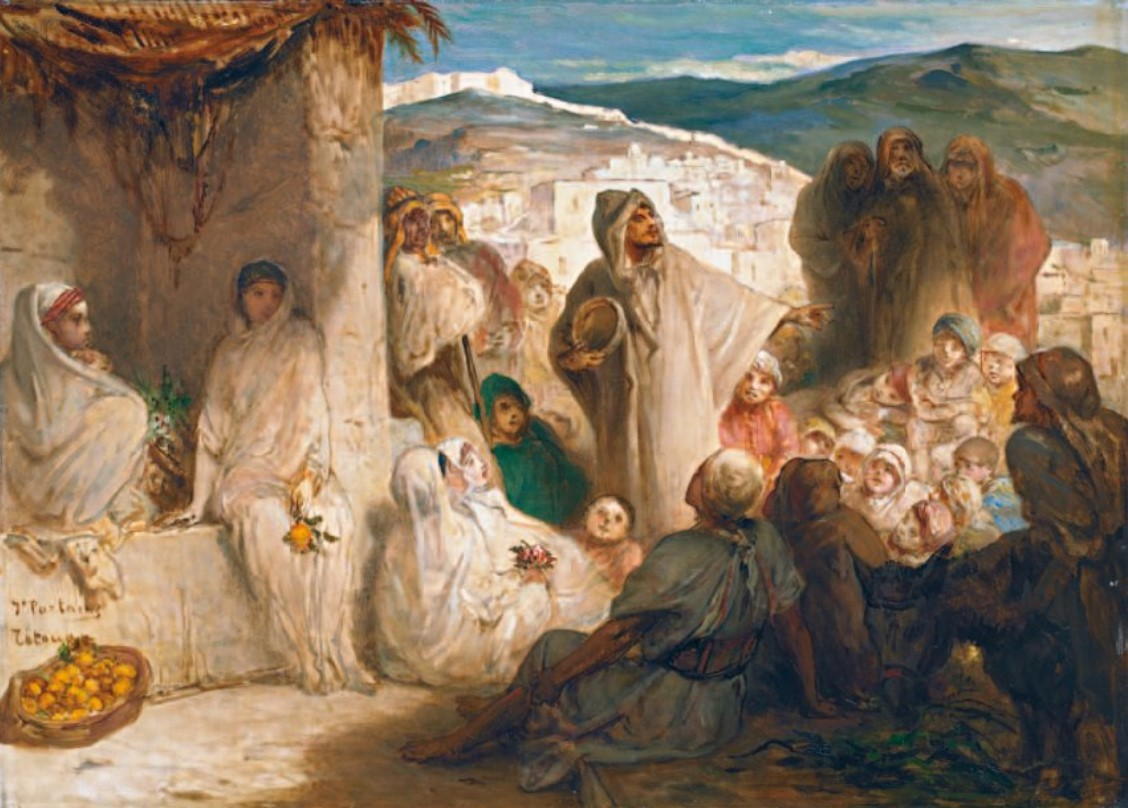
Le conteur à Tétouan, Jean-François Portaels, entre 1840 et 1895

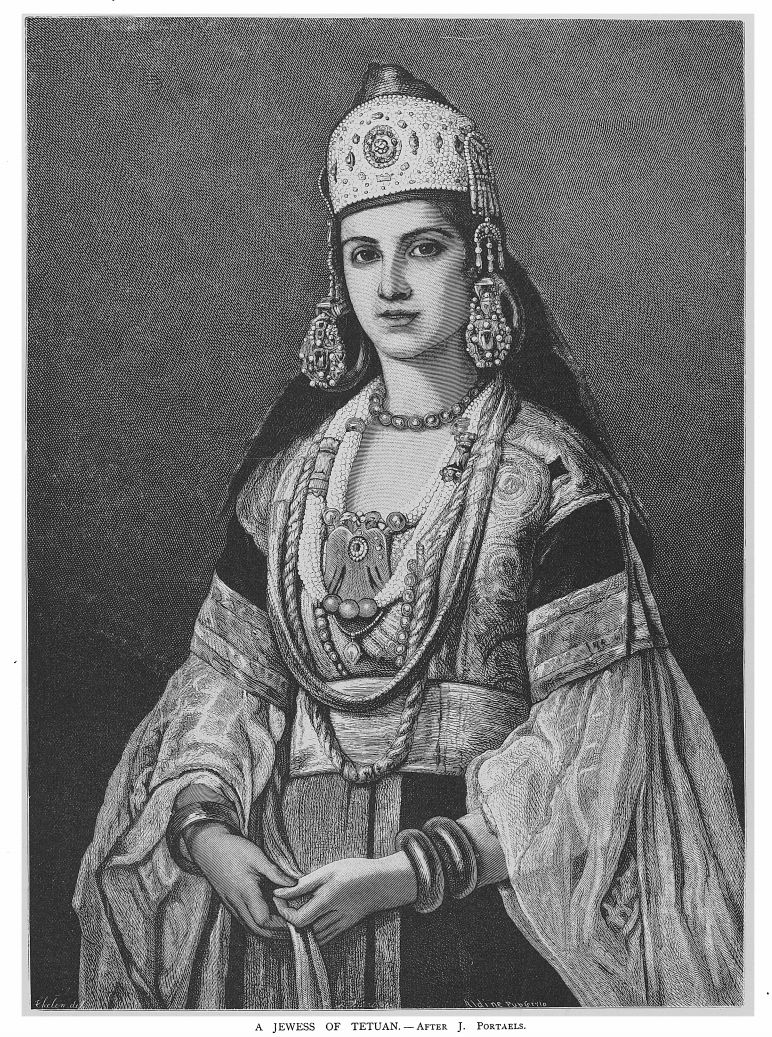
Juive de Tétouan de Jean-François Portaels, 1879

Tétouan (arabe : تطوان, tiṭwān ; berbère : ⵜⵉⵟⵟⴰⵡⵉⵏ, tiṭṭawin) est une ville du Maroc, située dans le nord du pays, dans le Rif occidental, aussi appelé pays Jbala. La ville est située à environ 60 km au sud-est de la ville de Tanger et à proximité du détroit de Gibraltar, dans une vallée (la cluse de Tétouan) creusée par l'oued Mhannech dans les montagnes de la chaîne calcaire du Rif au nord et au sud.
Tétouan est considérée comme « la ville la plus andalouse du Maroc ». De par son histoire et sa situation géographique celle-ci a toujours eu un lien très fort avec l'Espagne et l'Andalousie en particulier.
Sa médina (inscrite au patrimoine mondial de l'UNESCO), dans son architecture et son art, témoigne des fortes influences andalouses qu'elle a subies, à tel point que la ville est encore surnommée de nos jours « la fille de Grenade »,, « La Colombe Blanche », (en hommage à sa couleur) ou encore « la petite Jérusalem »,.

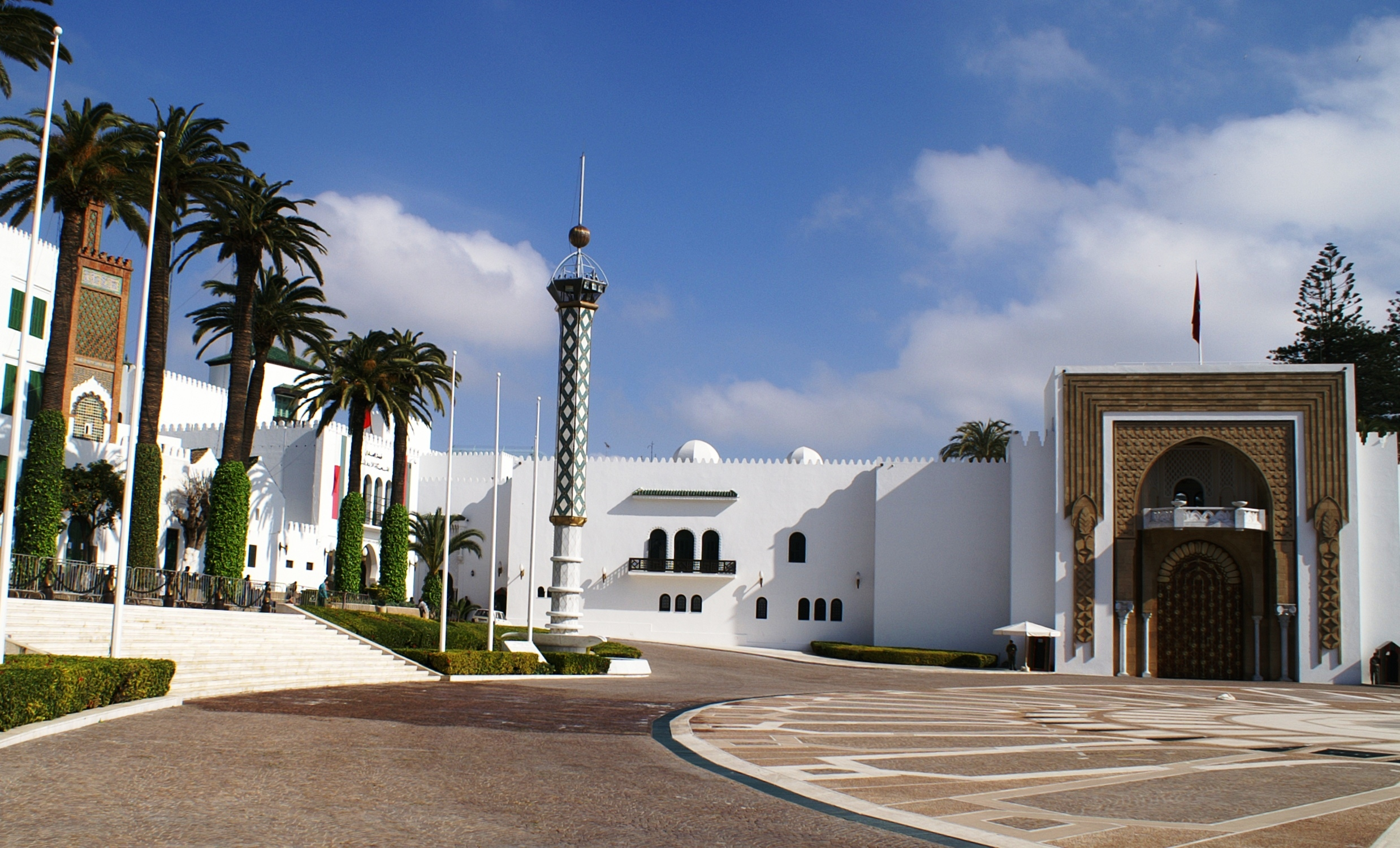
Palais royal de Tétouan

## Étymologie
Le nom de Tétouan est dérivé du berbère « Tiṭṭawin », signifiant « yeux » et par extension « sources », du fait de ses nombreuses sources d'eau. L'utilisation du terme « Tiṭṭawin » comme pluriel du mot « Tiṭṭ » (œil, source) est une particularité des parlers berbères de la région et de ses environs, notamment chez les Ghomara (aujourd'hui majoritairement arabisés) et les populations du Rif oriental. Cette forme contraste avec l'usage du terme « Alln » (lit. « ceux qui pleurent ») utilisé dans les parlers berbères du Maroc central et du Sud du pays, régions dans lesquelles le toponyme reste très rare voir quasiment absent pour désigner des sources.

## Histoire
La présence de l'Homme dans la région de Tétouan est attestée depuis la Préhistoire, comme le prouvent les industries ibéromaurusiennes trouvées dans la grotte de Taht El Ghar au sud de la ville, et dans El Ghar Lakhal près de Ceuta.
La ville existe depuis le IIIe siècle av. J.-C., des vestiges des époques carthaginoise, maurétanienne et romaine y ont été trouvés, provenant de la ville antique de Tamuda. Les Phéniciens avaient déjà établi un comptoir à l'embouchure de l'Oued Martil vers 600 av. J.-C.,.
Le site de la ville est mentionné la première fois par le géographe andalou Abou Oubayd Al Bakri au XIe siècle. Dans son ouvrage Al Masalik wal Mamalik (« les parcours et les royaumes »), il décrit avec précision le parcours entre Sebta et Tittawane (تيطاوان) et la mentionne comme ville disposant d'une Kasbah et d'un phare (منار), et irriguée par Wadi Rassen (ou Wadi Mjeksa) et située à dix milles de l'embouchure. La montagne qui la domine est mentionnée comme Icheqqar (إيشقار). Elle est habitée par les Bni Sekkine (بني سكين). Le site est également mentionné par des sources almohades au XIIe siècle.
Selon l'historien Ali Ibn Abi-Zar', les fondements de la ville auraient été établis vers le 1er Muharram 708 h (21 juin 1308) sous l'ordre du sultan Abu Thabit Amir. Elle sert de base pour attaquer la ville de Ceuta alors occupée par les Nasrides du royaume de Grenade. Cependant, il s'agirait d'une reconstruction ou d'un élargissement puisque la ville existait avant.
C'est surtout la prise de Ceuta par les Portugais en 1415, alors principale ville du nord du Maroc, qui va déterminer le rôle de Tétouan en tant que base stratégique pour les campagnes militaires contre les occupants et également pour servir de port principal vers la mer Méditerranée. D'ailleurs, comme le précise le chroniqueur Gomes Eanes de Zurara, la cité est détruite en 1437 par Don Duarte de Meneses, fils de Don Pedro de Meneses, premier capitaine général de Ceuta.
Selon l'historien Skirej, en 888 h (1483), 80 Andalous venus de Grenade avaient commencé à reconstruire des établissements dans la partie dénommée Al Balad, mais étaient harcelés en permanence par la tribu des Beni Hozmar qui revendiquait la propriété du site. Ayant été informé de leurs plaintes le gouverneur et fondateur de Chefchaouen, Moulay Ali Ben Moussa Ben Rachid El Alami (m. en 917 h, 1511), nommé "Berraxe" par les Portugais, leur fait envoyer un commandant compétent pour construire une muraille de protection. C'est ainsi que Abu-Hassan Ali Al-Mandri, un commandant andalou de Grenade passé au Maroc lors de la Reconquista, rejoint la ville dont il deviendra gouverneur et architecte. Il est considéré comme le fondateur de Tétouan.
Après son décès, son épouse Sayyida al-Hurra (fille du gouverneur de Chefchaouen Ali ben Rachid) lui succède et exerce un véritable pouvoir sur cette partie du Nord marocain. Animée d'une volonté de revanche suscitée par la perte du royaume de Grenade en 1492, Sayyida al-Hurra mène une lutte implacable contre les Portugais qui occupent alors Ceuta et s'allie même pour la circonstance à Arudj Barberousse, amiral des corsaires turcs d'Alger. Le sultan wattasside de Fès Abu al-Abbas Ahmad ben Muhammad l'épousera et reconnaîtra officiellement son pouvoir.
La population tétouanaise se trouve encore considérablement augmentée par l'expulsion massive des Morisques en 1609 par Philippe III d'Espagne. Par la suite, Tétouan connaît aux XVIIe et XVIIIe siècles un grand essor grâce à son statut de port méditerranéen (Martil ou Rio Martin) en contact avec Marseille, Livourne et Alexandrie, par lequel transitent les marchandises provenant de Fès ou destinées à la capitale impériale, plusieurs autres ports marocains étant sous occupation étrangère (espagnole, portugaise, anglaise) jusqu'au début du XVIIIe siècle. De nombreux consulats y sont établis, attestant d'une activité diplomatique considérable.
Par la suite, la ville connaîtra un grand déclin, dont les causes sont d'ordre principalement politique. L'activité commerciale portuaire ainsi que les consulats sont finalement transférés à Tanger, port capable d'accueillir des navires de tonnage plus important. Après une grande épidémie de peste (septembre 1818 à mai 1819) qui cause 6259 décès, soit le quart de la population tétouanaise, la ville est occupée par l'armée espagnole de 1859 à 1862 à la suite de la guerre hispano-marocaine de 1859-1860, ce qui conduit à l'arrêt des activités économiques et à la fuite d'une partie des habitants vers Tanger, Gibraltar et Oran.
La ville est visitée en juin 1883 par l'explorateur français Charles de Foucauld qui séjourna dans le mellah. Il mentionne la bonne santé économique du quartier juif « le plus propre et le mieux construit que j'ai vu au Maroc », tandis que certains quartiers excentrés tombent en ruine.
Après l'occupation espagnole en 1913, Tétouan devient la capitale du protectorat espagnol du Maroc et le siège du khalifa (représentant du sultan de l'Empire chérifien auprès du haut-commissaire qui est l'équivalent espagnol du résident général de la zone française) jusqu'à l'indépendance en 1956. Cette période est caractérisée par la lutte principalement politique entre l'administration espagnole et les nationalistes tétouanais du Parti de la Réforme nationale (Hizb Al Islah Al Watani), dont la principale personnalité est Abdelkhalek Torrès. En 1936 la capitale du protectorat hispanique est l'une des premières villes contrôlées par les nationalistes partisans du général Francisco Franco lors du déclenchement de la guerre civile espagnole.
Tétouan réintègre le royaume du Maroc indépendant en avril 1956.

## Ethnographie

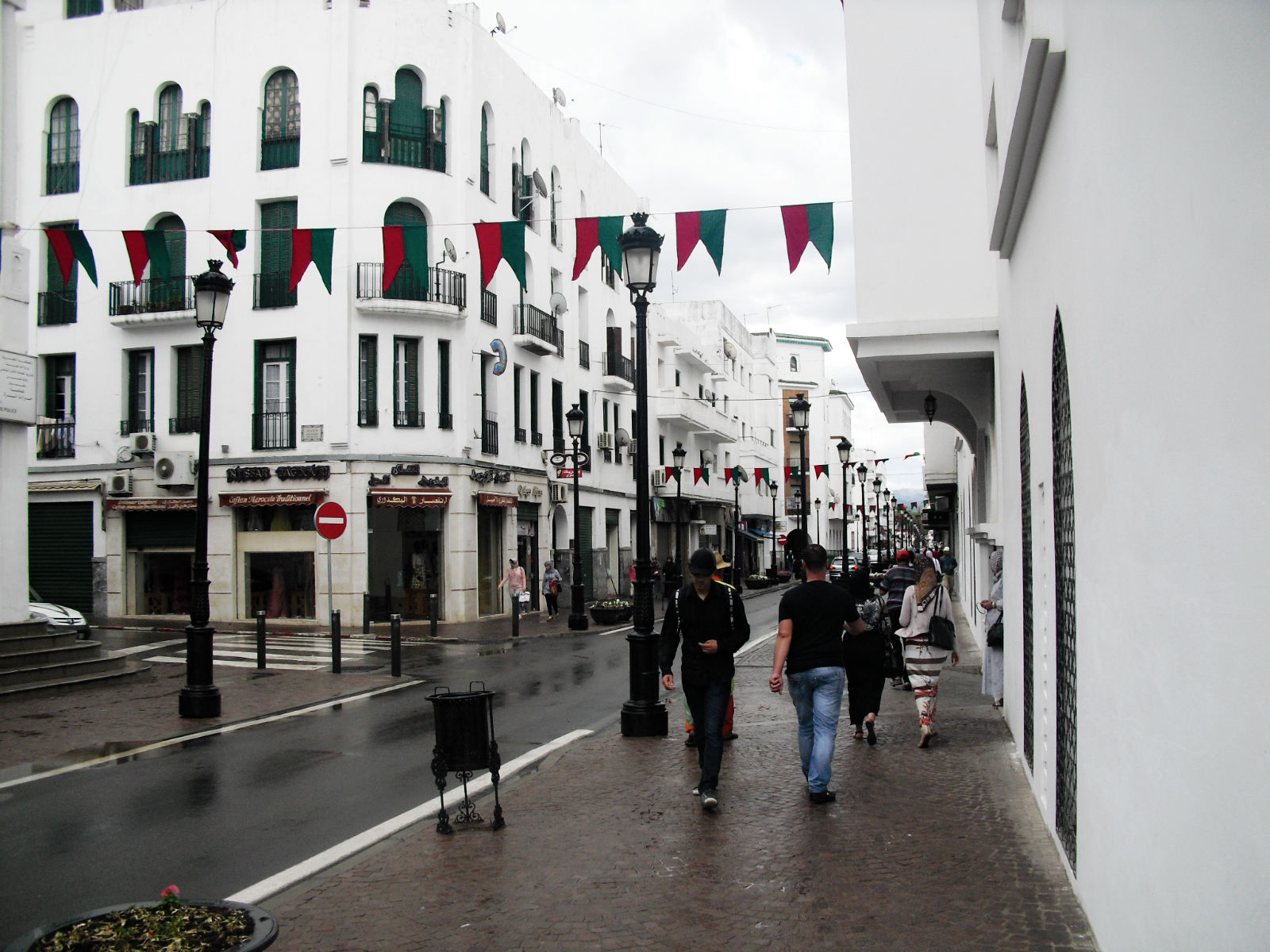
Centre-ville de Tétouan

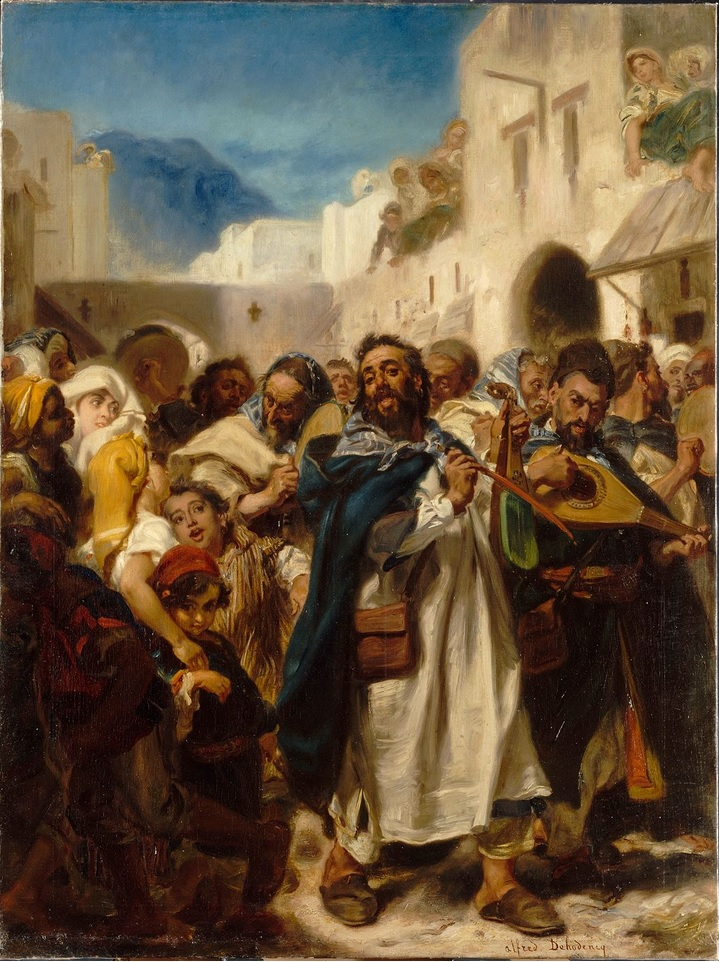
Fête juive à Tétouan, A. Dehodencq, 1865

La société citadine tétouanaise est essentiellement constituée au départ d'Andalous et de Morisques musulmans (originaires d'Al-Andalus) et de juifs séfarades espagnols, auxquels s'ajoutent par la suite des familles de hauts fonctionnaires fassis du makhzen puis, à partir de 1830, une dizaine de familles en provenance de l'ancienne Algérie ottomane, fuyant la conquête française.
L'exode rural à partir de la première moitié du XXe siècle et l'activité commerciale ont vu l'installation de nombreuses familles, principalement des Jbalas, Ghomaras et Rifains.
Les années 1960 ont vu diminuer rapidement le nombre de juifs partis essentiellement en France, en Amérique du Sud (Venezuela, Argentine, Brésil) et en Israël, ainsi que les familles espagnoles qui étaient restées après l'indépendance.
Comme dans le reste des villes andalouses du Maroc (Rabat, Salé, Chefchaouen et Fès), beaucoup de familles portent encore des noms morisques, correspondant en général à des surnoms de cristiano nuevo attribués par les inquisiteurs et évoquant des lieux dans la péninsule ibérique, comme Torres, Molina, Castillo, Aragon, Medina, Paez, Baeza, Morales, Murcia, Castilla, Figo, Moreno, Nuino, Dellero, Sordo, Salas, Morillo, etc.

## Monuments et architecture

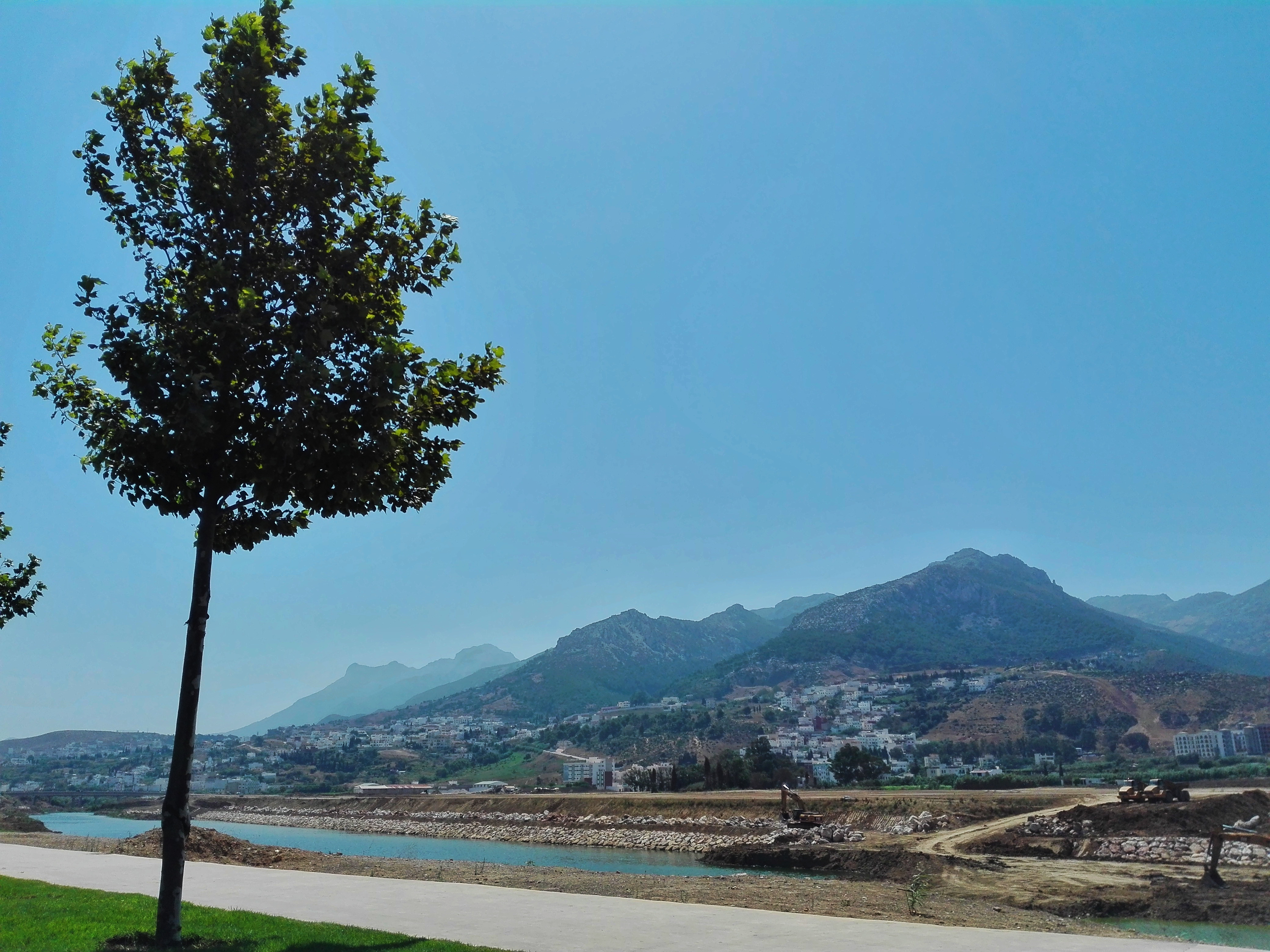
Vue de Tétouan

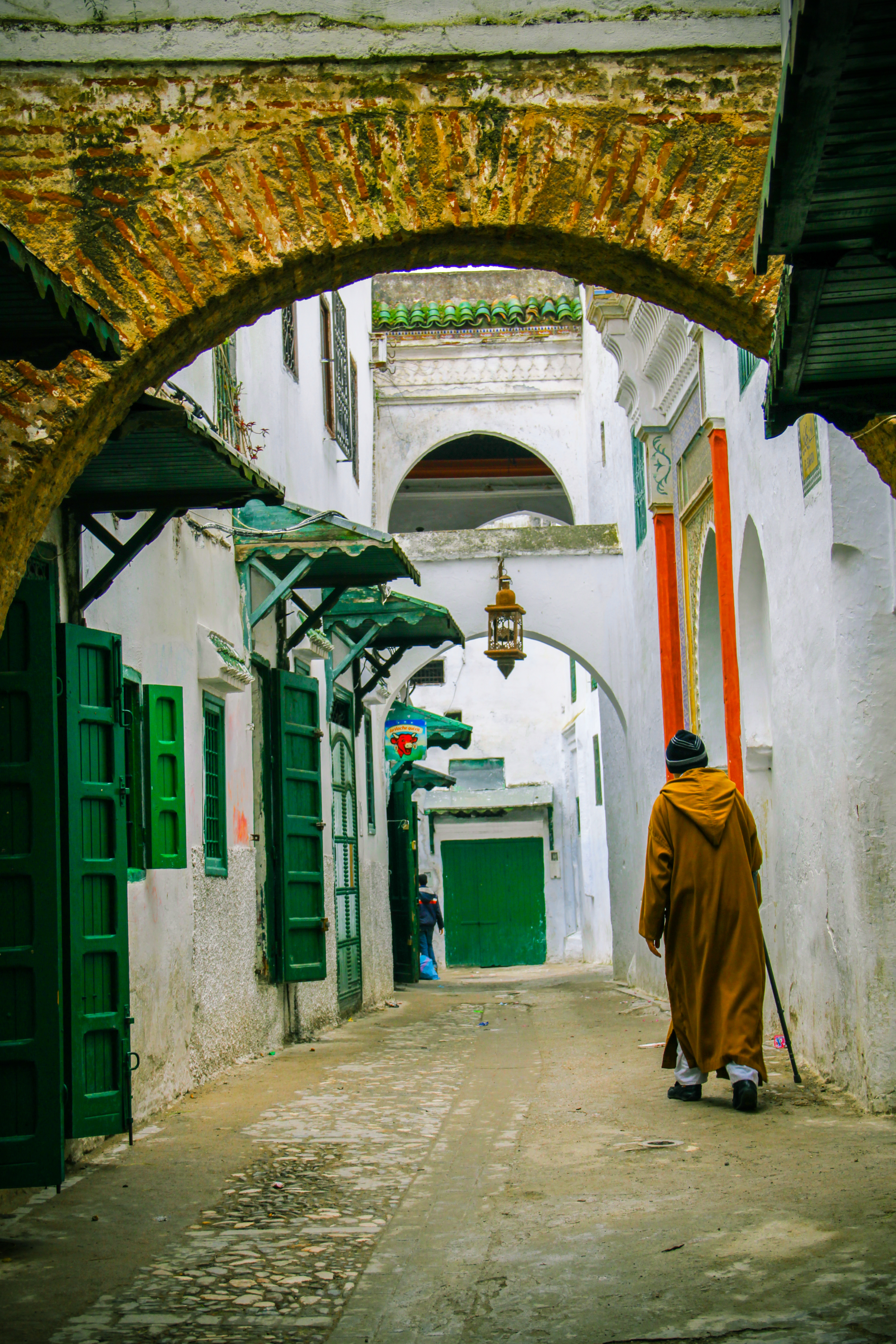
La Médina

Les quartiers de Tétouan appartiennent à trois types de styles architecturaux différents : le style andalou (la Médina), le style espagnol du début et du milieu du XXe siècle (Ensanche) et le style d'après l'indépendance (quartiers périphériques). Chaque style comporte des variantes plus ou moins importantes en relation avec l'évolution des styles et des matériaux utilisés. Il faut ajouter le mellah de Tétouan, parmi l'un des plus importants du Maroc, qui comptait jusqu'à six mille israélites à la fin du XIXe siècle, avec son style architectural propre. Il se caractérise par la présence de balcons aux premiers étages, de fenêtres jumelles en ogives, ou encore par des portes étroites pour entrer et sortir du quartier.

### La Médina
La Médina (ancienne ville) de Tétouan est inscrite sur la liste du patrimoine mondial de l'UNESCO.
Elle occupe aux yeux des spécialistes la première place de toutes les médinas du Maroc.

### El Ensanche

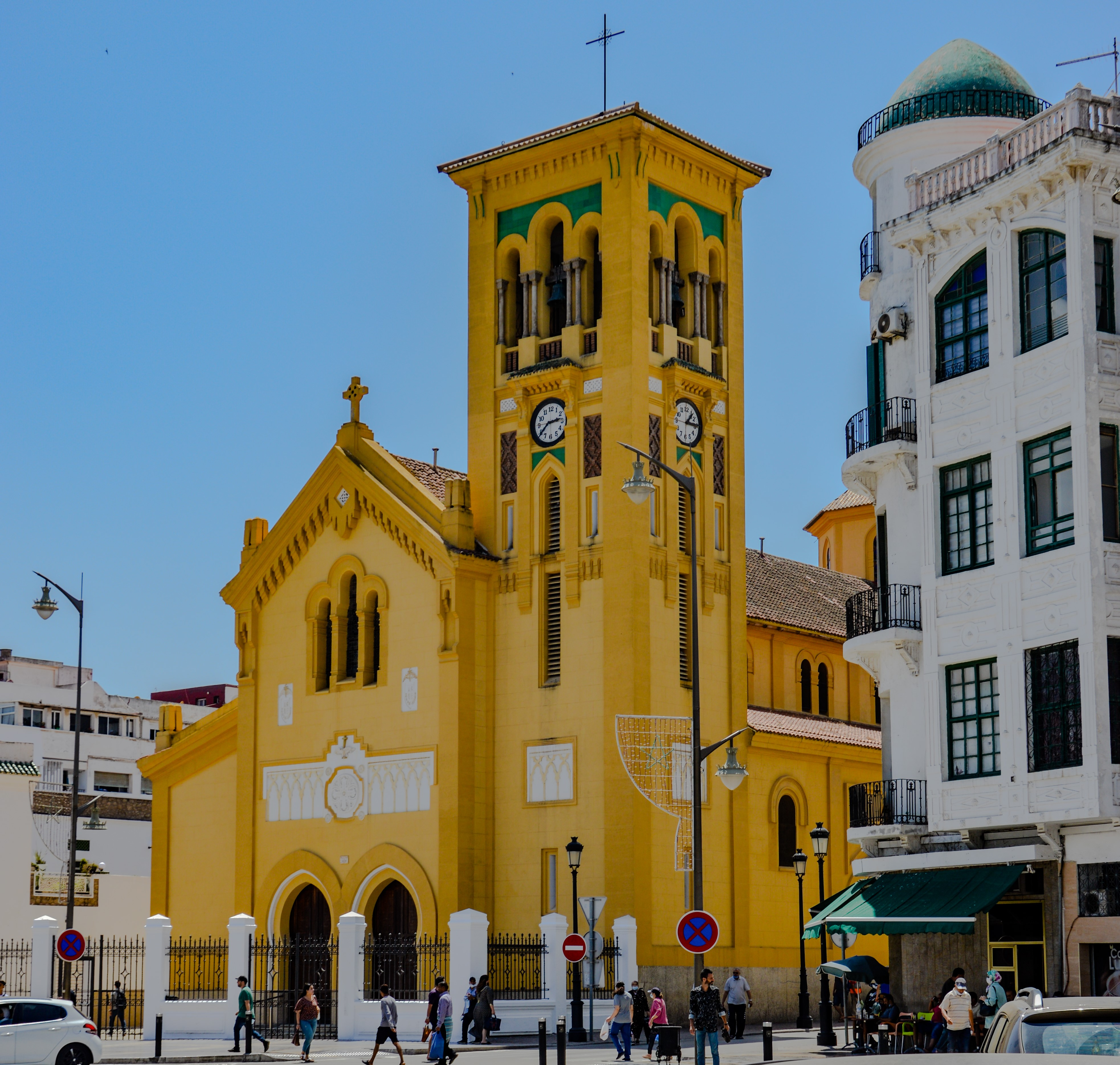
Église Notre-Dame-des-Victoires à la place Moulay el Mehdi à Tétouan

Situé à l'ouest de la Medina, le quartier d'El Ensanche (prononcé Chanti par la population locale) représente le style architectural typique pendant le protectorat espagnol. Il comporte essentiellement des immeubles de cinq étages avec des commerces au rez-de-chaussée. On y trouve notamment l'Église Notre-Dame-des-Victoires, consacrée en 1925, qui domine la place Moulay El Mehdi. Elle est de style mudéjar. Certains bâtiments ont été réhabilités dans le cadre du programme de réhabilitation des bâtiments de Tétouan. L'intérieur est de type méditerranéen, avec un couloir sur lequel s'ouvrent les chambres, les salons et les services. Les bâtiments peuvent être construits en complexe avec un espace vert central (cas de Pabellones de Varela).

### Les quartiers périphériques
Au cours de la période post-coloniale, la ville a connu un important exode rural, et une expansion des constructions à la périphérie de la ville. Si les maisons des anciens habitants obéissent aux règles de construction tétouanaises modernisées (Bab El Oqla, Ziyyana), les autres maisons n'ont aucun style particulier. Il s'agit en général d'un R + 2 carré, avec commerce au rez-de-chaussée sans décoration. C'est le cas des quartiers de Touilaa (émigrants), Saniat Errmel, Sidi Talha (Barrio Malaga) (Dyor Del Makhzen, l'un des premiers quartiers construits en dehors de la ville, ce quartier était destiné aux soldats qui défendaient Tétouan, d'où le nom Dyor Del Makhzen, maisons des policiers/soldats), etc. D'autres quartiers périphériques, cas de Korat Essbaa, Touilaa Foqia (Touilaa Haute), Dersa et Samsa sont du type clandestin, construits par de nouveaux migrants (constructions sans autorisation). Récemment, la ville connaît une meilleure planification et un contrôle plus sévère, matérialisés par le développement de bâtiments modernes d'entre 6 et 12 étages (avenue des F.A.R et place de la colombe) et de quartiers résidentiels modernes (quartier wilaya et quartier de l'aéroport). Ces quartiers périphériques connaissent actuellement une profonde restructuration à travers le Programme de Développement Urbain (PDU) qui s'étale sur la période 2009-2012.

## Urbanisme

### Grandes avenues
Les grandes avenues sont :
- Avenue Mohammed V
- Avenue Hassan II
- Avenue des F.A.R
- Avenue Mohamed Ameziane
- Avenue Abdelkhalek Torres
- Avenue Mohamed Daoud
- Avenue Mohamed Bennouna

### Quartiers
- Saniat rmel
- Touilaa
- Touta
- Ziana
- Kheniores (ou en espagnol ingenieros)
- Sidi Talha
- M'hannech
- Barrio Malaga
- Dersa
- Semsa
- Touibla
- Taffaline
- El matar
- Souani
- soukna wa taamir
- Ain Melloul
- Coelma
- Jbel Dersa
- Inara
- Haouma Tanjaoua
- Boujarrah
- Boussafou

## Économie
Longtemps liée au commerce international à travers le port de Martil, l'économie actuelle de Tétouan repose essentiellement sur le petit commerce et le tourisme balnéaire à clientèle surtout marocaine et espagnole.
Les unités industrielles, qui se trouvent au quartier industriel de Martil, sont peu nombreuses et modestes. Cependant, plusieurs briqueteries sont installées dans la plaine de Martil sur la route de Oued Laou. De même, la région abrite une importante unité de production de ciment du groupe Lafarge SA ainsi que de nombreuses carrières et d'unités de concassage, qui alimentent la région en matériaux de construction. Les autres unités industrielles sont consacrées essentiellement à la transformation de poisson, au textile et à l'agroalimentaire.
L'infrastructure hôtelière a connu ces dernières années une croissance rapide. Une partie de la population vit encore du commerce de produits de contrebande ramenés de Sebta
Depuis peu, Tétouan connaît une forte croissance, due à un renforcement de l'infrastructure de la province ainsi que d'un regain d'importance aux yeux de l'État. Le développement de Tétouan s'articule sur :
1. L'autoroute Tétouan-Fnideq (A-7) en plus de la voie express N-13 (2 × 2 voies)
2. La voie express Tétouan-Tanger N-2 (2 × 2 voies)
3. Le port Tanger Med qui se trouve à 46 km au Nord de Tétouan et sa zone franche de Oued Negro à Fnideq
4. Les investissements étrangers directs des groupes mondiaux dans les secteurs touristiques
5. TetouanShore : zone dédiée aux services (informatique, centres d'appels...)
6. La zone industrielle de Martil
7. Tamuda Bay : dénomination de la côte méditerranéenne allant de Martil à Fnideq.
8. Les transferts des Marocains résidents à l'étranger
9. La proximité géographique et culturelle avec l'Europe
10. Tétouan Park

Malgré d'énormes potentialités touristiques, le secteur reste très modeste comparativement à d'autres villes comme Marrakech, Fès et Agadir par exemple. Les voyagistes ne considèrent Tétouan que comme une ville de passage, alors que la région renferme des sites intéressants aussi bien côtiers que de montagne. Il est à souligner cependant l'amélioration de l'offre par la création de nouveaux hôtels, appuyés par l'ouverture de centres de formation, en plus de l'offre des particuliers dans toute la région, mais cette dernière contribue peu à l'économie publique, puisqu'il n'y a pas de réglementation particulière des appartements de vacances.

## Géographie et Climat

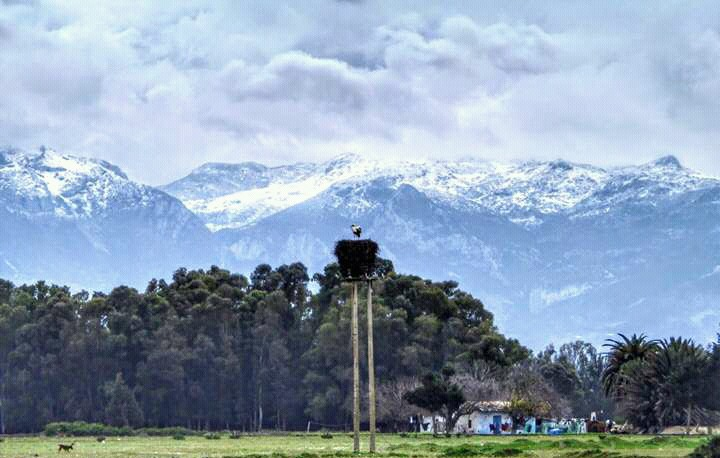
Vue panoramique du Mont Ghorgiz, Tétouan, Maroc

La ville de Tétouan s'élève sur un plateau rocheux, à l'adret de la montagne. Elle domine une vallée qui s'étend à l'est vers la mer Méditerranée, tandis qu'au nord et au sud les montagnes dominent. En contrebas l'ouad Tétouan forme un kheneg, c'est-à-dire un resserrement de la vallée, avant de poursuivre son cours à l'est. Selon l'explorateur Charles de Foucauld qui y réside en 1883, elle possède "à ses pieds les plus beaux jardins du monde, arrosée par mille sources, elle a l'aspect le plus riant qu'on puisse voir". Il décrit également la grande fertilité des terres environnant la ville, renommées dans tout le nord du Maroc.
Le climat de Tétouan est de type méditerranéen, tempéré par l'influence océanique :
L’hiver, l’automne et le printemps est doux (voire frais) et très humide. En inter-saisons, modérément pluvieux. L'été assez chaud et sec. En général, les précipitations sont comprises entre 600 et 1 000 mm par an. La ville est cependant souvent sujette à des perturbations météorologiques : durant 9 mois de l’année, des vents forts, des orages violents et des pluies diluviennes. Autrement dit le climat est chaud et sec en été / frais et humide le reste de l’année. C'est aussi une région particulièrement venteuse. En effet, en hiver, les dépressions atlantiques passant au Nord du Maroc favorisent les vents d'ouest (Gharbi = Poniente en Espagne), généralement pluvieux; en revanche, les mois les plus chauds sont dominés par la dépression africaine qui fait souffler les vents d'Est (Charqui = Levante en Espagne), très humides contrairement à l'intérieur du Maroc où il est chaud et sec. Août est le mois le plus chaud avec 30 °C de moyenne des températures maximales et 20 °C pour les minimales; janvier est le plus froid avec 16 °C pour la moyenne des maximales et 7 °C pour les minimales. La pluviométrie annuelle est de 600 mm environ, le mois de décembre étant le plus pluvieux avec 110 mm en moyenne.

## Arts et culture
La médina de Tétouan, également connue sous le nom de Titawin, est l'une des médinas les plus emblématiques du Maroc, inscrite au patrimoine mondial de l'UNESCO depuis 1997. Située sur les pentes du Djébel Dersa, elle a joué un rôle majeur durant la période islamique à partir du VIIIe siècle, en tant que point stratégique de liaison entre le Maroc et l’Andalousie. Après la Reconquête, elle fut reconstruite par des réfugiés andalous expulsés d’Espagne, dont l’influence est encore visible dans l’architecture, l’urbanisme et les arts. Avec son enceinte fortifiée de 5 km et ses sept portes historiques, la médina se distingue par une trame urbaine originale et bien préservée, intégrant des espaces commerciaux, artisanaux et résidentiels organisés selon une hiérarchie précise. Véritable synthèse des cultures andalouse et marocaine, elle témoigne d’un patrimoine vivant et authentique, illustré notamment par des institutions culturelles comme l’École des arts et métiers (Dar Sanaa) et l’Institut national des beaux-arts. La conservation de ce site est encadrée par des lois nationales, des schémas directeurs d’aménagement, ainsi qu’une coopération avec la région andalouse, afin de préserver son intégrité et son authenticité pour les générations futures.
La ville de Tétouan est d'abord un des centres universitaires majeurs du Maroc puisqu'elle abrite la Présidence de l'Université Abdelmalek Essaâdi de la région Tanger-Tétouan (à Tétouan) et qui grâce au programme Averroès attire de plus en plus d'étudiants européens. Cette université est composée de nombreuses facultés dont les suivantes, qui se trouvent dans la province de Tétouan :
- la Faculté des Sciences ;
- la Faculté des Lettres et Sciences humaines ;
- la Faculté des Sciences Juridiques, Économiques et Sociales (à Martil) ;
- l'École Normale Supérieure (Martil) ;
- la Faculté des Fondements de la Religion ;
- l'École Nationale des Sciences Appliquées ;
- l'Institut National des Beaux-Arts, connu mondialement ;
- l’École Nationale d'Architecture ;

Ces facultés accueillent les étudiants des provinces de Tanger, Tétouan, Larache, Chefchaouen, d'autres provinces marocaines ainsi que de nombreux étudiants et conférenciers étrangers.
Elle dispose de nombreux espaces à caractère culturel :
- la Bibliothèque Générale ;

1. la Maison de la Culture ;
2. le musée archéologique ;
3. le Conservatoire international de musique ;
4. les Centres internationaux de langues (français, espagnol, anglais, allemand, hollandais...) ;
5. des bibliothèques et archives privés (Daoudiya, Bennouna, Torrès) ;
6. instituts culturels étrangers (Institut français, Institut Cervantes...).

### Paysage linguistique
Le parler préhilalien citadin de Tétouan, décrit comme « citadin pur », est proche de celui de Fès, de Salé et de Rabat. Il coexiste, au niveau de la ville, avec les parlers des populations issues de l'exode rural, notamment l'arabe montagnard et le berbère rifain.

### Musique
Sur le plan musical, Tétouan est également un centre de rencontre de plusieurs styles :
- la musique andalouse (Al Aala), principal genre de musique de la ville qui anime toutes les occasions festives. Le style classique a été modernisé par Mohammed El Arbi Temsamani. Les principaux instruments sont le violon, le luth et les percussions (Tar et Derbouka). Le piano et les cuivres (saxophone et clarinette) ont été introduits par Temsamani.
- la musique rurale montagnarde est représentée par la Taqtouqa, la Aayta et Alala-Yillali. Les instruments principaux sont ici le violon, le luth, le Guembri et les percussions. Un danseur déguisé portant un plateau à thé accompagne presque toujours l'orchestre. Ce style a été modernisé et largement popularisé par Abdessadaq Chqara.

Sur le plan de l'art culinaire, la cuisine tétouanaise est réputée par sa qualité et sa variété[réf. nécessaire]. Ses plats, issus de la combinaison de nombreuses recettes (andalouses, espagnoles...), sont réputés à travers le Maroc, notamment avec ses salés-sucrés (poulet aux raisins secs caramélisées par exemple). La Pastilla tétouanaise est faite avec du poulet, des œufs et du citron. Les pâtisseries comportent des variétés spécifiques comme la Faqqassa, le Bechkettou (Bizcocho) Muscatcho (cake), le Bechkettou pwiwa (petits gâteaux farcis aux amandes, frits et trempés dans un sirop à l'eau de rose), les Qfafel, la halwat tabaa, la bahlawa, la mlawza (petits fours aux amandes et au sucre glace), les kâab décorés ou les briouates au fromage blanc (jben) et au miel.

### Festivals
1. Festival international du Cinéma méditerranéen de Tétouan
2. Festival international de Luth de Tétouan
3. Festival international de la Bande Dessinée
4. Festival international "Voix de femmes"

### Presse
Journaux et magazines parus lors du protectorat espagnol par ordre de parution et directeur:
- Majallat Al-Islah (1917), tribune du Conseil Scientifique (islamique), Abdessalam Bennouna
- As-Salam (1933), Mohammed Daoud
- Al-Hayat (1934) Abdelkhalek Torres puis Touhami Ouazzani
- Al-Maghrib Al-Jadid (1935), Mekki Naciri
- Al-Akhbar (1936), Mohammed Daoud
- Ar-Rif (), Touhami Ouazzani
- Al-Wahda Al-Maghribiya (1937), Mekki Naciri
- Al-Irchad Ad-Dini (1939), Mohammed Tangi
- Al-Aniss (1946), Johra
- Lissan Ad-Dine (1946), Taquieddine Al-Hilali puis Abdellah Guennoun
- Al-Anwar (1946), Ahmed Medina
- Al-Maarifa (1946), Hassan Ahmed Al-Masmoudi
- Ach-Chihab (1946), Mohammed-Larbi Chouiekh
- An-Nahar (1947), espagnol / arabe
- Ad-Dostour (1948), Brahim Ouazzani
- Al Motamid (1948), en espagnol,
- Al-Oumma (1952), tribune du P.R.N., Mohammed Khatib
- Al-Qawanine Al-Maghribiya (1954), Moussa Abboud
- Al-Hadiqa (1955) Mohammed Boukhobza

## Sites naturels et loisirs
Tétouan était réputée par ses sites naturels autour de la ville et dans la région. Les anciens se rappellent bien les nzaha à Kitane, Dardara, Bousemlal, Martil, Groura (actuel Cabo Negro), Sidi Abdesslam d'El Bhar... L'urbanisation de la ville et des localités à proximité (Martil, Mdiq, et généralement la zone côtière) a conduit à la disparition de la plupart des sites, et les amateurs de la nature se tournent actuellement vers la région de Chefchaouen (Akchour, Talasemtane).
Cependant, quelques sites sont provisoirement à l'abri de l'urbanisation galopante, comme la lagune de Smir, qui est une zone humide protégée par la convention de Ramsar. Ce site accueille de nombreuses espèces d'oiseaux migrateurs pendant leur traversée du Détroit,.
D'autres sites naturels sont localisés au Sud de la ville, sur les routes d'Oued Laou et de Chaouen. On y pratique des randonnées pédestres ainsi que la chasse (lièvre, perdrix, sanglier).

## Anciens walis
- Abdelkader Achaach
- Ahmed Torres (11 mai 1913-3 décembre 1920)
- Mohammad El Haj (1921-1923)
- Mohamed Bricha (23 juillet 1927- 21 février 1931)
- Mohamed Zioiziou (21 février 1931-9 juillet 1931)
- Idriss Errifi (9 juillet 1931-22 septembre 1934)
- Mohamed Ben H'ssain (23 septembre 1934-31 mars 1937)
- Mohamed Achaach (1 avril 1937-11 juillet 1951)
- El Yazid Ben Salah (17 juillet 1951-31 juillet 1956)
- Taieb Bennouna
- Mohamed Benabdeslam El Fassi El Halfaoui
- Abdellatif El Khatib
- Mohcine Terrab
- Mohamed Belmahi (1993-3 octobre 1998)
- Moulay Taib El Alaoui (3 octobre 1998-2001)
- Mohamed Gharrabi (Août 2001-Décembre 2002)
- Mohamed Lambarki (2002-2005)
- Driss Khezzani (juin 2005-2010)
- Mohamed El Yaakoubi (26 novembre 2010- 20 janvier 2014)
- Younes Tazi (Le 25 juin 2017-)

## Personnalités

### Personnalités liées à la commune
- Abdelkhalek Torres (1910-1970) (en arabe : عبد الخالق الطريس) est un homme d'état et leader nationaliste marocain qui a combattu l'occupation franco-espagnole du Maroc.
- Mehdi Bennouna (en arabe : المهدي بنونة) est un nationaliste, écrivain et journaliste marocain né à Tétouan en 1918 et mort en 2010 à Rabat.
- Abdessadeq Cheqara (1931-1998) (en arabe : عبد الصادق شقارة) est une figure du patrimoine musical populaire, réputé pour ses interprétations des nawbas ainsi que du répertoire populaire de sa région natale.
- Amina Rachid, actrice marocaine, née en 1936, morte à Tétouan en 2019.
- Mohammed Larbi Messari (en arabe : محمد العربي المساري) (1936 à Tétouan-2015 à Rabat), historien, diplomate, journaliste et homme politique marocain.
- Fayçal Elkhatib (1939-), homme politique marocain, y est né.
- María Teresa Campos Luque (1941-2023), journaliste et présentatrice de télévision espagnole.
- Ahmed Ben Yessef (né en 1945), peintre, sculpteur et lithographe marocain.
- Omar Azziman (né en 1947), avocat, universitaire et conseiller royal marocain.
- Shlomo Dayan (1952-), rabbin et un ancien homme politique israélien.
- Abdeslam Baraka (né en 1955), avocat et homme politique marocain, affilié au parti de l'Union constitutionnelle, ministre et ambassadeur du Maroc à plusieurs reprises.
- Amina Bouayach (1958-), juriste et militante des droits de l'homme, nommée ambassadeur du Maroc en Suède en 2016, présidente du Conseil National des Droits de l'Homme depuis le 6 décembre 2018.
- Rachid Talbi Alami, (1958-) à Tetouan, député, président de la Chambre des représentants du Maroc, ministre à plusieurs reprises.
- Nadir Khayat (1972-), alias (RedOne), auteur-compositeur et producteur de musique aux États-Unis.
- Safaa Erruas (1976-), artiste marocaine.
- Ahmed Chawki (1982-), chanteur marocain.
- Oussama Tannane (1994-), joueur de football néerlando-marocain né en 1994 à Tétouan.
- Noussair Mazraoui (1997-), joueur de football néerlando-marocain originaire de Tétouan.
- Omar Ahaddaf (1970-), humoriste néerlando-marocain né à Tétouan.
- Mohammed Azaay (1976-), acteur néerlando-marocain né à Tétouan.
- Mohamed Abarhoun (1989-2020), footballeur marocain.
- Farah El Fassi (1985), actrice marocaine née à Tétouan.

### Autres
- Mohammad Temim, était un pacha de Tétouan puis de Salé, ambassadeur du sultan Moulay Ismail en France en septembre 1681.
- Mariano Bertuchi est un peintre espagnol né à Grenade, le 6 février 1884 et mort à Tétouan le 20 juin 1955.
- Adnane Tighadouini, joueur de football néerlando-marocain né en 1992 à Ede (Pays-Bas) et originaire de Tétouan[24]
- Saad Ben Cheffaj est un peintre né à Tétouan.

## Jumelage
- Terrassa (Espagne) depuis le 19 juin 2002[25]